# Erioptera subirrorata
Erioptera subirrorata är en tvåvingeart som beskrevs av Alexander 1920. Erioptera subirrorata ingår i släktet Erioptera och familjen småharkrankar. Inga underarter finns listade i Catalogue of Life.